# Пулкинен, Камден
Камден Пулкинен (англ. Camden Pulkinen; родился 25 марта 2000, Скотсдейл) — американский фигурист, выступающий в мужском одиночном катании. Бронзовый призёр чемпионата США (2024, 2025), серебряный призёр финала Гран-при среди юниоров (2017), чемпион США среди юниоров (2018). 
По состоянию на 22 февраля 2025 года занимает 20-е место в рейтинге Международного союза конькобежцев (ИСУ).

## Личная жизнь
Камден Пулкинен родился 25 марта 2000 года в Скотсдейле, в штате Аризона. Отец Пулкинена имеет финское и французское происхождение, а мать — из Таиланда. Его старшая сестра, Елена, также занималась фигурным катанием и участвовала в соревнованиях по этому виду спорта. Он обучался в средней школе Гамильтона в Чандлере, Аризона.

## Карьера

### Ранние годы
В 2005 году начал учиться кататься на коньках. На юношеском уровне он соревновался, начиная с сезона 2010—2011.

### Сезон 2015—2016
В сезоне 2015—2016 годов Пулкинен выступал среди юниоров. Его тренировала Карен Гезелл, занятия проходили в конькобежном клубе «Койоты» в Скотсдейле, штат Аризона.
После победы на чемпионате «Золотой Запад» он был выбран представлять Соединенные Штаты на зимних юношеских Олимпийских играх 2016 года в Хамаре, Норвегия. На этих соревнованиях он занял седьмое место.

### Сезон 2016—2017
В июне 2016 года Пулкинен переехал в Колорадо-Спрингс, штат Колорадо. На юниорском Гран-при ISU (JGP) в Таллине, в октябре 2016 года, он занял девятое место. В январе 2017 года он выиграл серебряную медаль на юниорском чемпионате США 2017 года.

### Сезон 2017—2018
На юниорском уровне он выиграл золото на турнире в Зальцбурге, в сентябре 2017 года. Месяц спустя он взял серебро на турнире в Гданьске, Польша, и квалифицировался в финал в Нагое, Япония. Там он выиграл серебряную медаль в финале юниорского Гран-при. После этого он выиграл золото на чемпионате США 2018 года среди юниоров. В марте он участвовал в чемпионате мира среди юниоров 2018 года и занял шестое место.

### Сезон 2018—2019
Участвуя в юниорской серии Гран-при ISU 2018—2019 годов, он выиграл золото в Линце, Австрия. На своем втором турнире JGP он выиграл серебряную медаль в Остраве, установив мировой юниорский рекорд в короткой программе.
В конце января 2019 года он занял двенадцатое место на национальном чемпионате США, заняв восьмое место в короткой программе и пятнадцатое в произвольной. На чемпионат мира среди юниоров 2019 года он стал восьмым в общем зачёте.

### Сезон 2019—2021
На втором этапе серии Гран-при по фигурному катанию Скейт Канада 2019, Камден был вторым после исполнения короткой программы, но в произвольной показал четвёртый результат и набрал четвёртую сумму баллов. На этом турнире все три суммы были лучшими для него в карьере. На этапе Гран при Cup of China 2019 занял девятое место. Чемпионат США завершил на седьмом месте. Пулкинен вошёл с состав сборной США на чемпионат четырёх континентов, где занял 11-е место.
В новом сезоне 2020/21 Пулкинен выступил на этапе Гран-при Skate America 2020, который из-за пандемии COVID-19 прошёл в изменённом формате. На турнире выступил не совсем удачно и занял девятое место. На чемпионате США 2021 занял восьмое место.

### Сезон 2021—2022
Новый сезон начал с выступления на турнире U.S. Classic, где занял 4-е место. Выступил на двух этапах Гран-при: на NHK Trophy стал одиннадцатым, на Rostelecom Cup выступил получше и стал седьмым.
В январе 2022 года выступил на чемпионате США, где показал хорошие выступления в обеих программах и занял 5-е место. Участвовал на чемпионате четырёх континентов, однако выступил не совсем удачно и занял лишь двенадцатое место.
За неделю до чемпионата мира стало известно, что на мировом первенстве Пулкинен заменит Нейтана Чена, снявшегося с турнира из-за травмы. Фигурист без ошибок откатал короткую программу и занял промежуточное двенадцатое место. В произвольной программе Пулкинен исполнил лучший прокат в своей карьере: без ошибок откатал свою программу и сумел набрать 97,61 баллов за исполнение технической части, всего набрал 182,19 баллов и завоевал малую бронзовую медаль за произвольную программу. Он улучшил все свои лучшие результаты и завершил турнир на 5-м месте.

## Программы
| Сезон     | Короткая программа | Произвольная программа                                                                             |
| --------- | --- | -------------------------------------------------------------------------------------------------- |
| 2023—2024 | - «A Different Kind of Love» Son Lux хореография: Мари-Франс Дюбрёй                                                                                       | - «Тоска» Джакомо Пуччини хореография: Ше-Линн Бурн                                                |
| 2022—2023 | - «Fly Me to the Moon» в исполнении Криса Манна хореография: Ше-Линн Бурн, Стефан Ламбьель, Алекс Джонсон                                                 | - «Invierno Porteno» Астор Пьяццолла хореография: Ше-Линн Бурн, Стефан Ламбьель, Алекс Джонсон     |
| 2021—2022 | - «Come What May» (из фильма «Мулен Руж!») Юэн Макгрегор, Николь Кидман хореография: Том Диксон, Паскуале Камерленго                                      | - «Besame Mucho» в исполнении Il Divo хореография: Том Диксон, Паскуале Камерленго                 |
| 2020—2021 | - «Caruso» Лучо Далла в исполнении Джоша Гробана хореография: Джошуа Фаррис                                                                               | - «Close Your Eyes» Rhodes хореография: Джошуа Фаррис, Стефан Ламбьель                             |
| 2019—2020 | - «Caruso» Лучо Далла в исполнении Джоша Гробана хореография: Джошуа Фаррис                                                                               | - «Последний император» (саундтрек из фильма) - «Rain» Рюити Сакамото хореография: Стефан Ламбьель |
| 2018—2019 | - «Oblivion» Астор Пьяццолло в исполнении Люсии Микарелли хореография: Стефан Ламбьель                                                                    | - «Вестсайдская история» Леонард Бернстайн хореография: Том Диксон                                 |
| 2017—2018 | - «Fix You» Coldplay хореография: Дрю Мекинс | - «Этюд № 12, op. 10» Фридерик Шопен хореография: Том Диксон                                       |
| 2016—2017 | - «Концерт для фортепиано № 1, op. 1 Vivace» Фриц Райнер, Байрон Дженис - «Концерт для фортепиано № 2, op. 18 Moderato» Артур Рубинштейн                  | - «Sarabande Suite (Aeternae)» Globus                                                              |
| 2015—2016 | - «Рапсодия Паганини (на тему «24 каприса»)» в исполнении Дэвида Гарретта - «24 каприса для скрипки, op. 1» Никколо Паганини в исполнении Дэвида Гарретта | - «Одинокий рейнджер» (саундтрек из фильма) Ханс Циммер                                            |

## Спортивные достижения
| Соревнования/Сезон                                     | 15/16         | 16/17         | 17/18         | 18/19         | 19/20         | 20/21         | 21/22         | 22/23         | 23/24         | 24/25         |
| Международные                                          | Международные | Международные | Международные | Международные | Международные | Международные | Международные | Международные | Международные | Международные |
| ------------------------------------------------------ | ------------- | ------------- | ------------- | ------------- | ------------- | ------------- | ------------- | ------------- | ------------- | ------------- |
| Чемпионат мира                                         |               |               |               |               |               |               | 5             |               | 20            |               |
| Чемпионат четырёх континентов                          |               |               |               |               | 11            |               | 12            |               |               | 8             |
| Этап Гран-при: Cup of China                            |               |               |               |               | 8             |               |               |               |               |               |
| Этап Гран-при: Skate Canada                            |               |               |               |               | 4             |               |               | 5             |               |               |
| Этап Гран-при: NHK Trophy                              |               |               |               |               |               |               | 11            |               | 5             |               |
| Этап Гран-при: Skate America                           |               |               |               |               |               | 9             |               |               |               |               |
| Этап Гран-при: Rostelecom Cup                          |               |               |               |               |               |               | 7             |               |               |               |
| Этап Гран-при: Франция                                 |               |               |               |               |               |               |               |               | 5             | 11            |
| Этап Гран-при: Финляндия                               |               |               |               |               |               |               |               | 5             |               | 9             |
| CS Finlandia Trophy                                    |               |               |               |               |               |               | 14            |               |               |               |
| CS Lombardia Trophy                                    |               |               |               |               |               |               |               |               | 4             |               |
| CS Inge Solar Memorial – Alpen Trophy                  |               |               |               | 6             |               |               |               |               |               |               |
| CS Autumn Classic International                        |               |               |               |               | 5             |               |               |               |               |               |
| CS Золотой конёк Загреба                               |               |               |               |               | 6             |               |               | 1             |               |               |
| CS U.S. Classic                                        |               |               |               |               |               |               | 4             | 3             |               |               |
| CS Cranberry Cup                                       |               |               |               |               |               |               |               |               |               | 4             |
| Philadelphia Summer International                      |               |               | 11            | 5             | 5             |               |               |               |               |               |
| Международные среди юниоров                            |               |               |               |               |               |               |               |               |               |               |
| Чемпионат мира среди юниоров                           |               | 6             | 8             |               |               |               |               |               |               |               |
| Юношеские Олимпийские игры                             | 7             |               |               |               |               |               |               |               |               |               |
| Финал Гран-при среди юниоров                           |               | 2             | 5             |               |               |               |               |               |               |               |
| Гран-при среди юниоров. Австрия                        |               |               | 1             | 1             |               |               |               |               |               |               |
| Гран-при среди юниоров. Польша                         |               |               | 2             |               |               |               |               |               |               |               |
| Гран-при среди юниоров. Чехия                          |               |               |               | 2             |               |               |               |               |               |               |
| Гран-при среди юниоров. Эстония                        |               | 9             |               |               |               |               |               |               |               |               |
| Национальные                                           |               |               |               |               |               |               |               |               |               |               |
| Чемпионат США                                          | 11 юн.        | 2 юн.         | 1 юн.         | 12            | 7             | 8             | 5             | 8             | 3             | 3             |
| CS — турнир серии «Челленджер»; юн. – юниорский разряд |               |               |               |               |               |               |               |               |               |               |